# Ramona Theresia Hofmeister
Ramona Theresia Hofmeister (ur. 28 marca 1996) – niemiecka snowboardzistka, brązowa medalistka olimpijska i złota medalistka mistrzostw świata juniorów.

## Kariera
Po raz pierwszy na arenie międzynarodowej pojawiła się 7 stycznia 2012 roku w Kreischbergu, gdzie w zawodach FIS Race zajęła 39. miejsce w gigancie równoległym. W 2013 roku wystąpiła na mistrzostwach świata juniorów w Erzurum, zajmując jedenaste miejsce w gigancie i dziesiąte w slalomie równoległym. Jeszcze trzykrotnie startowała w zawodach tego cyklu, najlepsze wyniki osiągając podczas mistrzostw świata juniorów w Rogli w 2016 roku, gdzie zdobyła złoty w slalomie równoległym. Na tej samej imprezie była też dziewiąta w gigancie równoległym.
W zawodach Pucharu Świata zadebiutowała 1 lutego 2014 roku w Sudelfeld, zajmując 44. miejsce w gigancie równoległym. Na podium zawodów tego cyklu pierwszy raz stanęła 6 marca 2016 roku w Winterbergu, gdzie rywalizację w slalomie równoległym ukończyła na trzeciej pozycji. W zawodach tych wyprzedziły ją jedynie Czeszka Ester Ledecká i Tomoka Takeuchi z Japonii. Najlepsze wyniki osiągnęła w sezonach 2019/2020 i 2020/2021, kiedy to zwyciężyła w klasyfikacjach PAR i PGS. W 2017 roku zajęła czwarte miejsce w gigancie równoległym podczas mistrzostw świata w Sierra Nevada. Walkę o podium przegrała tam z Rosjanką Jekatieriną Tudiegieszewą. Na tej samej imprezie była też szósta w slalomie równoległym. Na rozgrywanych rok później igrzyskach olimpijskich w Pjongczangu wywalczyła brązowy medal w gigancie równoległym, przegrywając tylko z Ledecką i swą rodaczką, Seliną Jörg. W 2019 roku, na mistrzostwach świata w Park City zdobyła brązowy medal w slalomie równoległym, ulegając jedynie Szwajcarce Julie Zogg oraz Ukraince Annamari Danczy. Dwa lata później w tej samej konkurencji zdobyła srebro podczas mistrzostw świata w Rogli.

## Osiągnięcia

### Igrzyska olimpijskie
| Miejsce | Dzień     | Rok  | Miejscowość | Konkurencja       | Zwyciężczyni  |
| ------- | --------- | ---- | ----------- | ----------------- | ------------- |
| 3.      | 24 lutego | 2018 | Pjongczang  | Gigant Równoległy | Ester Ledecká |

### Mistrzostwa świata
| Miejsce | Dzień    | Rok  | Miejscowość   | Konkurencja       | Zwyciężczyni      |
| ------- | -------- | ---- | ------------- | ----------------- | ----------------- |
| 6.      | 15 marca | 2017 | Sierra Nevada | Slalom równoległy | Daniela Ulbing    |
| 4.      | 16 marca | 2017 | Sierra Nevada | Gigant równoległy | Ester Ledecká     |
| 10.     | 4 lutego | 2019 | Park City     | Gigant równoległy | Selina Jörg       |
| 3.      | 5 lutego | 2019 | Park City     | Slalom równoległy | Julie Zogg        |
| 5.      | 1 marca  | 2021 | Rogla         | Gigant równoległy | Selina Jörg       |
| 2.      | 2 marca  | 2021 | Rogla         | Slalom równoległy | Sofija Nadyrszyna |

### Puchar Świata

#### Miejsca w klasyfikacji generalnej PAR
- sezon 2013/2014: 206.
- sezon 2015/2016: 24.
- sezon 2016/2017: 7.
- sezon 2017/2018: 3.
- sezon 2018/2019: 6.
- sezon 2019/2020: 1.
- sezon 2020/2021: 1.
- sezon 2021/2022:

#### Miejsca na podium w zawodach
1. Winterberg – 6 marca 2016 (slalom równoległy) – 3. miejsce
2. Kayseri – 4 marca 2017 (gigant równoległy) – 3. miejsce
3. Carezza – 14 grudnia 2017 (gigant równoległy) – 2. miejsce
4. Bad Gastein – 12 stycznia 2018 (slalom równoległy) – 1. miejsce
5. Rogla – 21 stycznia 2018 (gigant równoległy) – 1. miejsce
6. Bansko – 26 stycznia 2018 (gigant równoległy) – 3. miejsce
7. Bansko – 28 stycznia 2018 (gigant równoległy) – 2. miejsce
8. Carezza – 13 grudnia 2018 (gigant równoległy) – 3. miejsce
9. Pjongczang – 17 lutego 2019 (gigant równoległy) – 1. miejsce
10. Secret Garden – 23 lutego 2019 (gigant równoległy)  – 1. miejsce
11. Bannoje – 8 grudnia 2019 (gigant równoległy) – 1. miejsce
12. Cortina d’Ampezzo – 14 grudnia 2019 (gigant równoległy) – 1. miejsce
13. Bad Gastein – 14 stycznia 2020 (slalom równoległy) – 1. miejsce
14. Scuol – 11 stycznia 2020 (gigant równoległy) – 1. miejsce
15. Rogla – 18 stycznia 2020 (gigant równoległy) – 2. miejsce
16. Piancavallo – 25 stycznia 2020 (slalom równoległy) – 3. miejsce
17. Blue Mountain – 29 lutego 2020 (gigant równoległy) – 1. miejsce
18. Blue Mountain – 1 marca 2020 (gigant równoległy) – 1. miejsce
19. Cortina d’Ampezzo – 12 grudnia 2020 (gigant równoległy) – 3. miejsce
20. Carezza – 17 grudnia 2020 (gigant równoległy) – 1. miejsce
21. Scuol – 9 stycznia 2021 (gigant równoległy) – 2. miejsce
22. Moskwa – 30 stycznia 2021 (slalom równoległy) – 3. miejsce
23. Bannoje – 6 lutego 2021 (gigant równoległy) – 1. miejsce
24. Rogla – 6 marca 2021 (gigant równoległy) – 1. miejsce
25. Bannoje – 11 grudnia 2021 (gigant równoległy) – 2. miejsce
26. Carezza – 16 grudnia 2021 (gigant równoległy) – 3. miejsce